# Lappenvögel
Die Lappenvögel (Callaeidae) sind eine Familie in der Ordnung der Sperlingsvögel (Passeriformes). Lappenvögel waren einst in den Wäldern Neuseelands weit verbreitet. Heute kommen die drei oder vier überlebenden Arten nur noch in Gebieten vor, die der vom Menschen eingeführte Fuchskusu (Trichosurus vulpecula), der Eier, Jungvögel und brütende Exemplare der Lappenvögel erbeutet, noch nicht erreicht hat.

## Merkmale
Lappenvögel haben ein graues oder glänzend schwarzes Gefieder, das bei den beiden Philesturnus-Arten noch durch kastanienbraune Abschnitte auf dem Rücken und unter dem Schwanz ergänzt wird. Der Rumpf ist zylindrisch-oval, die Flügel sind kurz bis mittellang, der Schwanz ist lang und am Ende abgerundet. Beine und Füße sind mittellang und kräftig. Namensgebend für die Familie waren die fleischigen, leuchtend gefärbten Hautlappen auf beiden Seiten des Schnabels. Die Geschlechter der heute noch lebenden Arten sehen gleich aus, bei Huia unterschieden sie sich in der Form des Schnabels.

## Lebensraum und Lebensweise
Lappenvögel leben in ursprünglichen, alten Wäldern mit dichtem Unterholz. Lappenkrähen (Callaeas) ernähren sich vor allem von Früchten und Blättern, die sie hoch oben in den Baumgipfeln suchen, daneben von Insekten, wobei der Insektenanteil an der Nahrung in der Fortpflanzungszeit deutlich ansteigt. Sattelvögel (Philesturnus) fressen vor allem Insekten, je nach Verfügbarkeit auch Früchte und Nektar. Sie suchen ihre Nahrung eher in der Nähe des Waldbodens und unter lockerer Baumrinde großer Stämme und Äste. Lappenvögel sind monogam und bleiben über einen Zeitraum von mehreren Jahren zusammen. Das becherförmige Nest besteht aus kleinen Zweigen und feinerem Material und wird nur vom Weibchen gebaut, das auch alleine für das 18 bis 20 Tage dauernde Brutgeschäft zuständig ist. Ein Gelege besteht aus zwei bis drei Eier. Junge Sattelvögel verlassen das Nest nach etwa 25 Tagen, junge Lappenkrähen nach ca. 37 Tagen.

## Gattungen und Arten
In dieser Familie gibt es drei Gattungen mit fünf Arten.
- Callaeas
  - Orangelappenvogel oder Südinsel-Kokako (Callaeas cinerea)
  - Graulappenvogel oder Nordinsel-Kokako (Callaeas wilsoni)
- Philesturnus
  - Südinsel-Sattelvogel, Südinsel-Sattelrücken, Südinsel-Lappenstar oder Südinsel-Tieke (Philesturnus carunculatus)
  - Nordinsel-Sattelvogel, Nordinsel-Sattelrücken, Nordinsel-Lappenstar oder Nordinsel-Tieke (Philesturnus rufusater)
- Heteralocha
  - Huia oder Lappenhopf (Heteralocha acutirostris) †

Der Huia ist ausgestorben, die Südinsel-Lappenkrähe ist vom Aussterben bedroht oder möglicherweise bereits ausgestorben, die drei anderen Arten sind gefährdet. Schuld daran waren und sind die eingeführten Fuchskusus, Raubtiere und Nagetiere, die Jagd und die Zerstörung ihres Lebensraumes unter anderem durch Waldbrände. Die Jagd der Māori auf die Huia hat den Bestand bereits früh deutlich reduziert. Insbesondere die schwarzen Schwanzfedern mit weißen Spitzen dienten den Stammeshäuptlingen als Kopfschmuck.

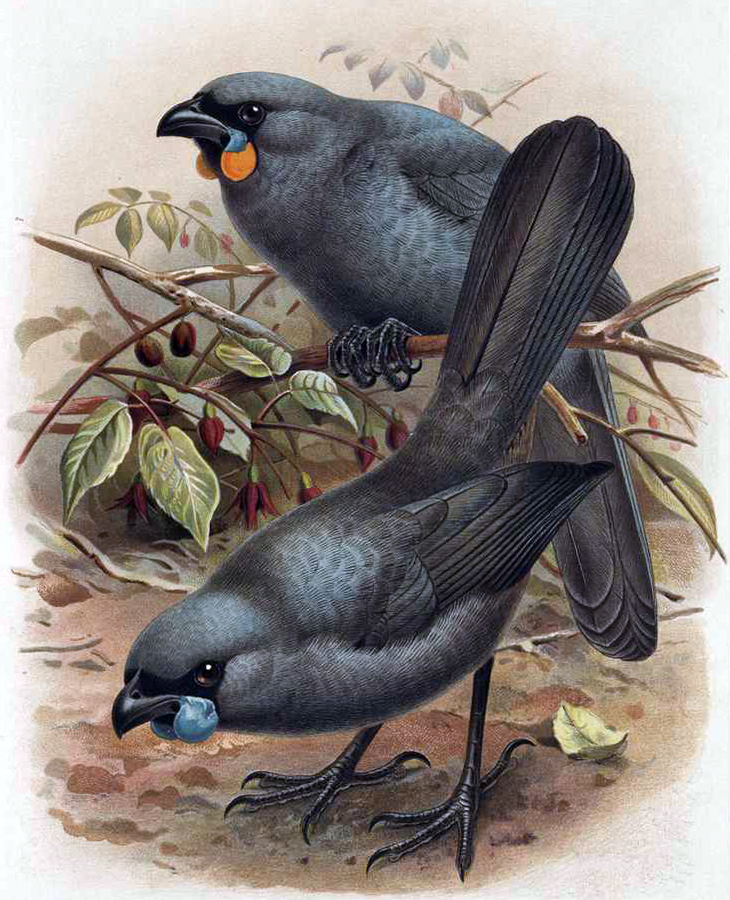
Nordinsel-Lappenkrähe (mit blauen Hautlappen), Südinsel-Lappenkrähe (mit orangen Hautlappen)
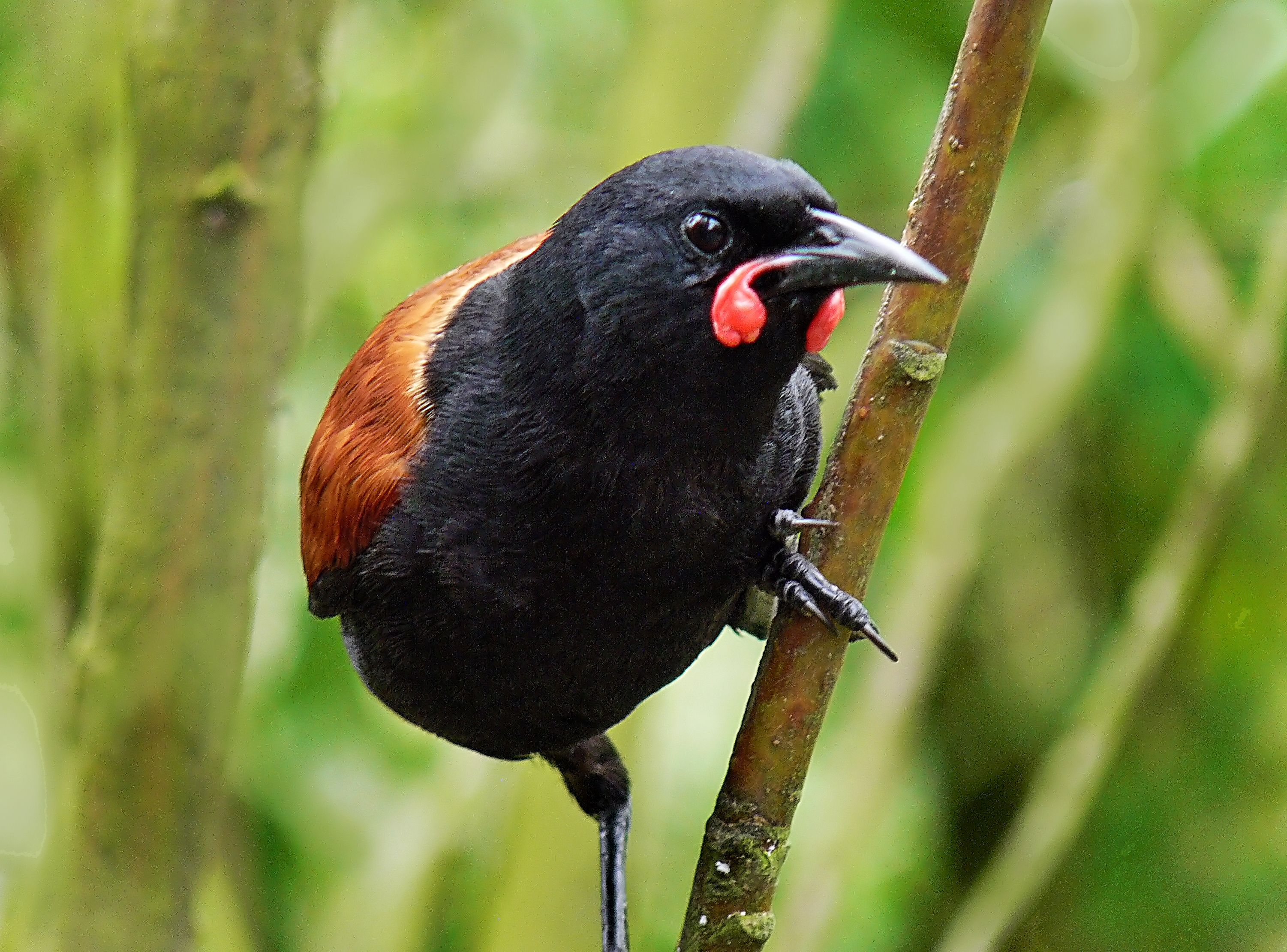
Südinsel-Sattelvogel
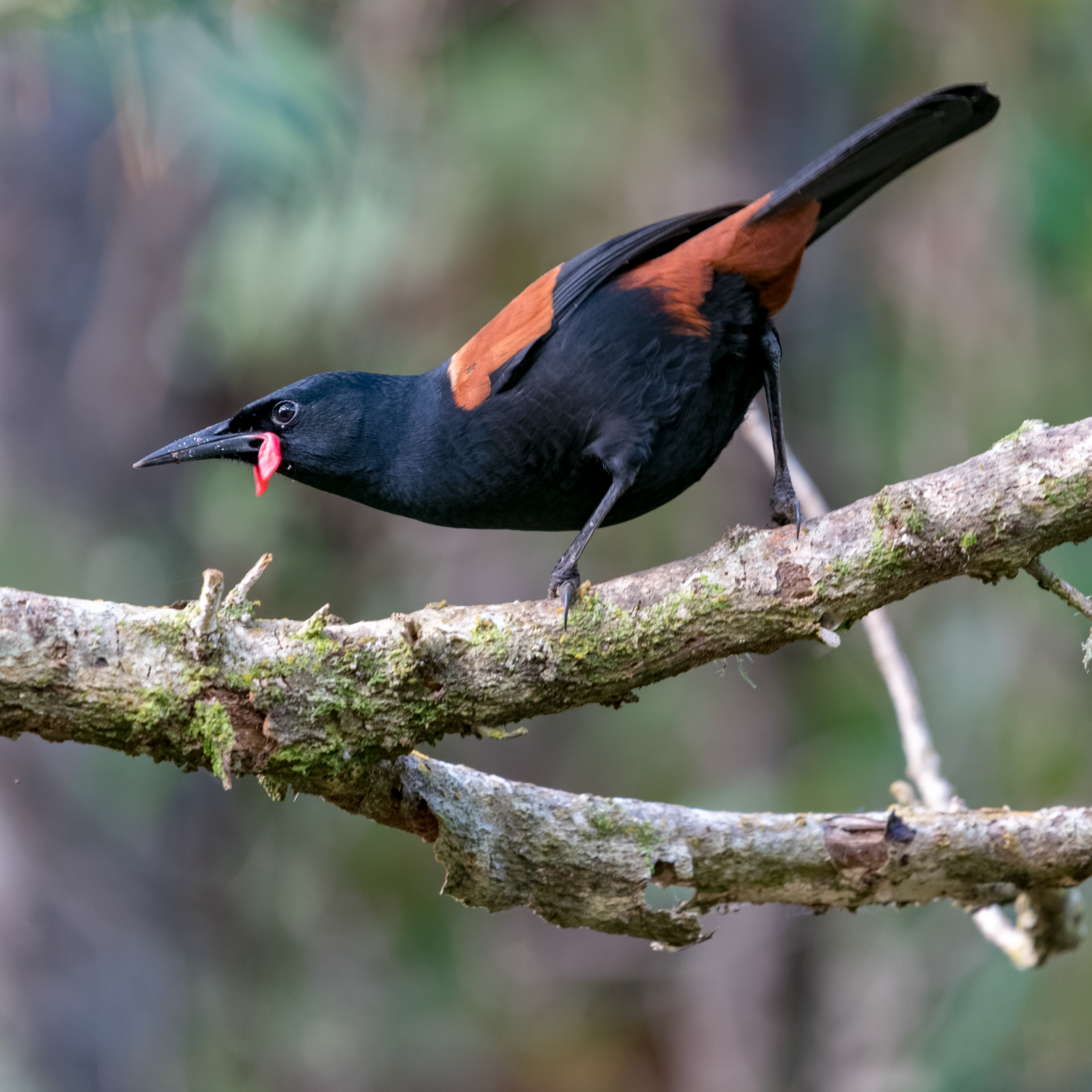
Nordinsel-Sattelvogel

## Belege
1. 1 2 3 4  David W. Winkler, Shawn M. Billerman, Irby J. Lovette: Bird Families of the World – An Invitation to the Spectacular Diversity of Birds. Lynx Edicions and the Cornell Lab of Ornithology, 2015, ISBN 978-84-941892-0-3. Seite 393 u. 394.
2. ↑  Australasian babblers, logrunners, satinbirds, painted berrypeckers, wattlebirds, whipbirds in der  IOC World Bird List.
3. ↑  Winkler, D. W., S. M. Billerman, and I.J. Lovette (2020). Wattlebirds (Callaeidae), version 1.0. In Birds of the World (S. M. Billerman, B. K. Keeney, P. G. Rodewald, and T. S. Schulenberg, Editors). Cornell Lab of Ornithology, Ithaca, NY, USA, doi: 10.2173/bow.callae1.01.